# Home Rule (Irlande)
Pour les articles homonymes, voir Home Rule.

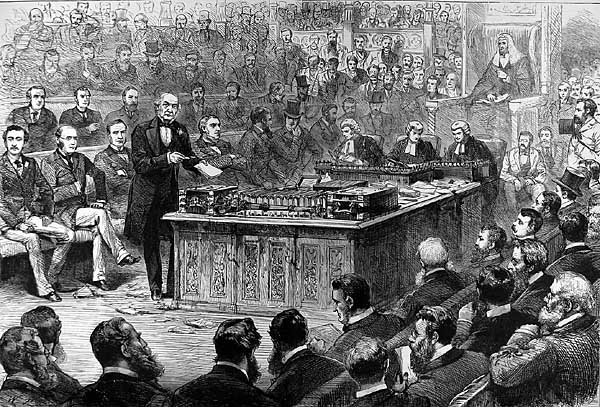
Débat sur la Home Rule irlandaise en 1886 en présence du premier ministre britannique William Gladstone.

Le Home Rule est un projet visant à donner une autonomie interne à l'Irlande, tout en restant sous la tutelle de la couronne britannique. En 1870, Isaac Butt crée la Home Government Association pour la promotion de l'autonomie de l'île et l'institution d'un parlement à Dublin dans le cadre du Royaume-Uni ; en 1873 elle devient la Home Rule League. Cette démarche reprend le combat soutenu notamment par Daniel O'Connell.

## Histoire
Lorsque Charles Stewart Parnell est élu à la Chambre des communes en avril 1875 il en fait un projet prioritaire, soutenu par le gouvernement britannique libéral, contre les partis conservateurs anglais et unionistes d'Ulster.
- Le 8 avril 1886, un Home Rule Bill est présenté à la Chambre des communes, par le Premier ministre libéral William Ewart Gladstone, il est rejeté en première lecture. Cela créa également des tensions au sein même du parti libéral. Les « liberal-unionist » (parti libéral), dirigés par un certain Joseph Chamberlain, refusaient catégoriquement le projet de Gladstone. Ce qui fit d'ailleurs tomber son gouvernement.
- Le 13 février 1893, le même Gladstone propose une nouvelle fois son projet de loi. Il est accepté par la Chambre des Communes, par 301 voix contre 267, mais rejeté à la Chambre des lords, par 378 voix contre 41. Ce nouvel échec entraîne sa démission de Premier ministre.
- De 1895 à 1903, les conservateurs au pouvoir, avec à leur tête le Premier ministre Salisbury, voulurent « tuer le Home Rule par la bonté » (Salisbury). Ils firent voter d'importantes lois agraires. Celles-ci prévoyaient la distribution des terres des « Landlords » (grands propriétaires terriens) aux tenanciers irlandais. Malgré tout, cela ne suffit pas car le problème était devenu politique. Les Irlandais, dont les partis nationalistes gagnaient en importance un peu plus chaque jour, étaient désireux d'une autonomie économique et culturelle.
- En 1912, le nouveau Premier ministre libéral Herbert Henry Asquith propose le Home Rule Bill pour la troisième fois. C'est en partie sous la pression de l'électorat libéral irlandais que le projet est à nouveau amené devant le Parlement. Une fois encore, la Chambre des Communes vote en faveur du projet de loi, mais les Lords le refusent. Cependant le Parliament Act de 1911 prévoit que le veto suspensif de la Chambre des lords n'aura qu’une durée de deux ans : cette disposition juridique entraînera de facto l'adoption de la loi.

Contre toute attente, le Home Rule ne satisfait pas véritablement les deux camps : les opposants ulstériens se radicalisent et créent l'Ulster Volunteer Force et, le 25 novembre 1913, les partisans de l'autonomie créent la milice des Irish Volunteers. Lorsque le gouvernement britannique envisage d'utiliser l'armée contre les milices unionistes, plusieurs officiers en poste en Irlande menacent de démissionner lors de l'incident de Curragh en mars 1914. Le roi George V signe la loi en septembre 1914, mais sa mise en vigueur est repoussée à la fin de la Première Guerre mondiale.
L'insurrection de Pâques 1916, durement réprimée par l'armée britannique, démontre l'insatisfaction des nationalistes. L'impossibilité de son application aboutit à la partition de l'Irlande en 1920, puis à la transformation en 1922 de l'Irlande du Sud en un État indépendant, l'État libre d'Irlande (l'Eire), alors que six comtés d'Ulster, qui forment l'Irlande du Nord, restent sous domination britannique.

## Sources
- Pierre Joannon, Histoire de l’Irlande et des Irlandais, GLM (Perrin), Paris, 2006,  (ISBN 2-286-02018-3).